# 韓君恩
韓君恩（1524年—？），字元寵，號月溪，山西澤州沁水縣人，民籍，明朝政治人物。

## 生平
嘉靖三十四年（1555年）乙卯科山西鄉試第三十六名舉人，三十五年（1556年）中式丙辰科會試第一百十四名，三甲第一百八十二名進士。大理寺觀政，授廬州府推官，四十年（1561年）九月考選陝西道試監察御史，四十一年（1562年）三月實授，四十五年（1566年）巡按山東，參劾衍聖公孔尚賢、曲阜縣知縣孔弘廊素行不孚。隆慶元年（1567年）巡視京營，二年（1568年）正月出為浙江按察司副使，五年（1571年）正月考察，引疾致仕。

## 家族
曾祖韓聰，監生；祖父韓𡎠；父韓永實，贈御史。母李氏（封孺人）。弟韓君相、韓君謨。